# 人民対フリーマン事件
人民対フリーマン事件（じんみんたいフリーマンじけん、People v. Freeman）は、ポルノ映画製作者、監督のハロルド・フリーマンがカリフォルニア州により刑事訴追された事件。この事件では、カリフォルニア州最高裁判所によって、ポルノグラフィ製作は売春斡旋法が取り締まる対象とならないと判決された。

## 概要
1987年にフリーマンはポルノ映画に出演する成人俳優を雇用したことで、カリフォルニア州刑法266iで定められている「売春目的で」人員を調達することを禁じた条項に違反するとして起訴された。カリフォルニア州はこの告訴によってポルノ映画産業を閉鎖させようとしていた。
フリーマンが雇用した俳優は、性交、オーラルセックス、肛門性交に従事していた。フリーマン側は裁判にあたり、売春の罪の必要条件は「顧客」が存在することであるが、ここには「顧客」が存在しないため、売春ではないと述べた。この訴訟は、最終的にカリフォルニア州最高裁判所によってフリーマンに無罪判決が言い渡された。この判決が言い渡されるまでは、ポルノ映画はしばしば秘密裏の場所で撮影されていた。
フリーマンは、自分自身または俳優を性的に満足させる目的で報酬を支払った場合にのみ、売春斡旋の罪で有罪判決を受けた可能性がある。裁判所は、この解釈については売春禁止法の文言に依存するだけでなく、アメリカ合衆国憲法修正第1条が規定する表現の自由の権利も加味した。判決文を書いたマーカス・カウフマンは、ジョゼフ・バースティン社対ウィルソン事件を引用し、映画は合衆国憲法修正第1条によって保護されていると指摘した。
カリフォルニア州は、この判決を合衆国連邦最高裁判所で覆すことができなかった。サンドラ・デイ・オコナー連邦最高裁判事はカリフォルニア州最高裁判所の判決を差し止めることを拒否した。
その結果、カリフォルニア州でのハードコアポルノの制作は事実上合法となった。

## 影響
2008年、ニューハンプシャー州最高裁判所は、ニューハンプシャー州対セリオールト事件の訴訟において、フリーマン事件の判例を引用し、ポルノ制作と売春を区別する判決を出した。